# Геринг, Герман
Ге́рман Вильге́льм Ге́ринг (немецкое произношение Гёринг; нем. Hermann Wilhelm Göring, немецкий: [ˈɡøːʁɪŋ] (слушать)о файле; 12 января 1893, близ Розенхайма, Германская империя — 15 октября 1946, Нюрнберг, Американская зона оккупации Германии) — политический, государственный и военный деятель нацистской Германии, рейхсминистр авиации, рейхсмаршал Великогерманского рейха (19 июля 1940), обергруппенфюрер СА, почётный обергруппенфюрер СС, генерал пехоты и генерал земельной полиции, международный военный преступник и один из ближайших соратников и пособников Гитлера.
Сыграл важную роль в организации люфтваффе, военно-воздушных сил Германии, верховное командование которыми Геринг осуществлял практически весь период Второй мировой войны в Европе (1939—1945).
Геринг являлся одним из наиболее влиятельных людей в нацистской Германии, вторым по влиянию в НСДАП после Гитлера, а согласно декрету от 29 июня 1941 года, он официально являлся «преемником фюрера» и имел полномочия отдавать прямые приказы Верховному командованию вермахта.
23 апреля 1945 года по приказу Гитлера лишён всех званий и должностей и исключён из партии. Приговором Нюрнбергского трибунала был признан одним из главных военных преступников и приговорён к смертной казни через повешение, но накануне казни покончил жизнь самоубийством.

## Биография

### Детство и юность

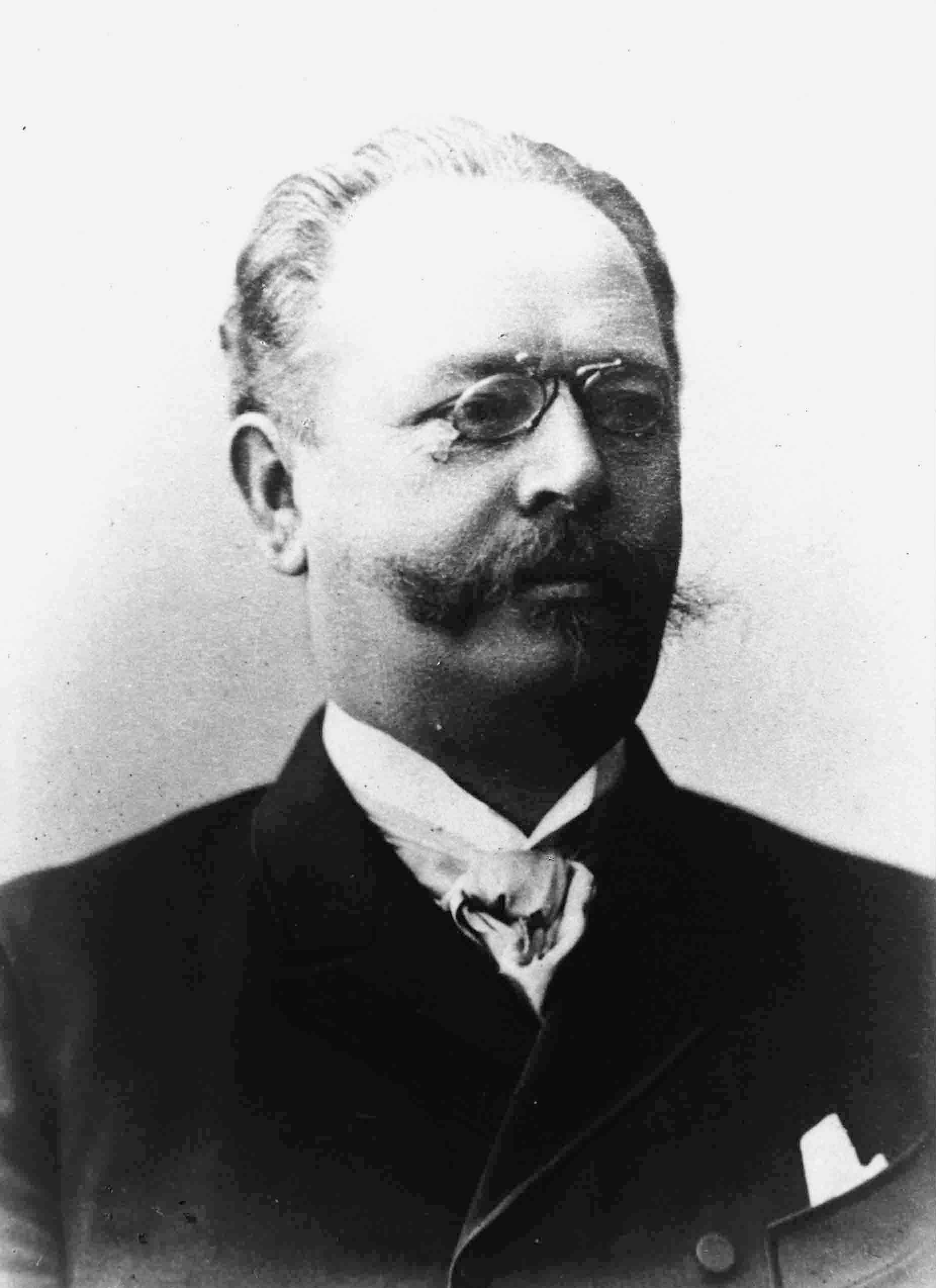
Отец Геринга, Генрих Эрнст Геринг

Герман Геринг родился 12 января 1893 года в баварском городе Розенхайм, в семье высокопоставленного чиновника, друга Отто фон Бисмарка. Его отец — Эрнст Генрих Геринг, бывший офицер кавалерии и ветеран Австро-прусско-итальянской войны 1866 года и Франко-прусской войны 1870—1871 годов, был мировым судьёй района Альткирша (Верхний Эльзас) и первым рейхскомиссаром немецкой Юго-Западной Африки. Мать — Франциске «Фанни» Геринг (урождённая Тифенбрунн), происходила из крестьянской семьи Питера-Пауля Тифенбрунна и его жены Элизабет. Герман Геринг родился четвёртым ребёнком в семье. Он вырос в кругу четырёх братьев и сестёр: старший брат Карл Эрнст Геринг, две старшие сестры Ольга Тереза Софи Ригеле и Паула Элизабет Роза Хюбер, а также самый младший брат Альберт Гюнтер Геринг. Кроме того, у него было четыре единокровных брата и сестры от предыдущего брака своего отца.
Перед рождением Германа отец Геринга занимал пост резидент-министра Гаити. Мать ненадолго вернулась в Баварию, где родился четвёртый ребёнок. Она решила назвать ребёнка в честь Германа Риттера Эпенштейна, будущего крестного отца Геринга. Полным же его именем стало Герман Вильгельм Геринг. Второе имя ребёнку дали в честь императора Вильгельма II. 8 февраля 1893 года Геринг был внесён в книгу крещения Евангелическо-лютеранской церковный деканат Розенхайма. Мать оставила трехмесячного Германа на воспитание семье своей подруги, жены королевского налогового контролера Андреаса Графа. В течение первых трех лет, пока его мать была с мужем на Гаити, Герман оставался вместе с приемными родителями в Фюрте.
В 1896 году семейство Герингов вернулись в Германию. В последующие годы семья жила в доме Фрегштрассе 19 в Берлине-Фриденау, который принадлежал крестному отцу Германа Геринга Герману фон Эпенштейну, еврейскому врачу, предпринимателю и ближайшему другу отца Германа, с которым он познакомился в немецкой Юго-Западной Африке.
В 1898 году семейство Герингов переехало в новый дом, недалеко от Нюрнберга, в городке Нойхауз на Пегниц (Бавария), где находится средневековый замок Фельденштайна, который был подарен Германом фон Эпенштейном. Для Геринга замок был самым сильным впечатлением его детства. Иногда семейство Герингов гостило у Эпенштейнов в их замке Маутерндорф в Зальцбурге. Мать Геринга открыто поддерживала отношения с Эпенштейном и во время визитов жила с ним, а её муж (который был старше её на 20 лет) жил вне замка.

С самого детства Герман Геринг интересовался военными играми и любил играть с игрушечными солдатиками в бурской форме, подаренной ему отцом, что было напоминанием об англо-бурской войне. Он подробно изучал военную историю, увлекался альпинизмом и в юном возрасте покорил вершины австрийских Альп. Начальное образование Герман Геринг получил в фюртской частной школе в 1900 году, и с умеренным успехом учился в гуманистической гимназии. Он не был одаренным мальчиком и участвовал в драках и столкновениях, из-за чего воспитывался в семье у своего учителя Иоганна Франка. 1 октября 1904 года в возрасте одиннадцати лет Герман Геринг окончил начальную школу с отличием, а в 1905 году продолжил обучение в школе-интернате имени Генриха Шлимана в Ансбахе, где от учеников требовалась строгая дисциплина.

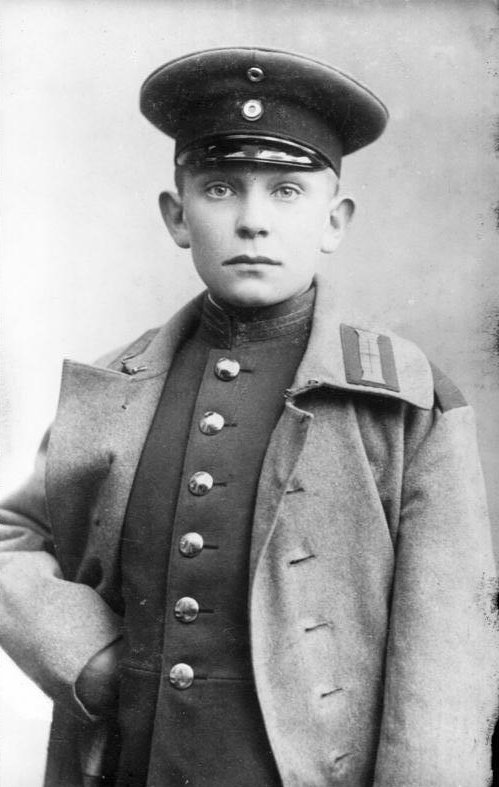
Геринг в 1907 году, в возрасте 14 лет.

В скором времени Герман Геринг решил сбежать из учебного заведения. Он вернулся домой, продав свою скрипку. Дома он притворялся больным до того момента, пока отец не приказал ему вернуться в учебное заведение. Однако через несколько дней он был отправлен обратно. Герману Герингу было двенадцать лет, его одноклассники по интернату были старше и сильнее его; ему приходилось учиться быть агрессивным и непокладистым. Учёба для него была изнуряющей, он часто устраивал забастовки и побеги. Видя такие наклонности сына, отец решил забрать его из интерната, устроив ему годичный перерыв.
В 1905 году отец Геринга и Герман фон Эпенштейн добились приема сына в кадетское училище в Карлсруэ. Для Германа Геринга не возникло проблем с поступлением в кадетский корпус. Это учебное заведение находилось ещё дальше от замка Фельденштейн, чем интернат в Ансбахе, а дисциплина там была намного жестче, но Германа всё устраивало, форма шла ему, а об уроках верховой езды, фехтовании и стрельбе из винтовки он мечтал ещё во время своих детских игр. Кадет Геринг стал прилежно учиться, а в 1909 году в возрасте шестнадцати лет окончил училище, получив оценку «отлично» по езде, истории, английскому, французскому, музыке и субординации. А главное, в его деле оказалась такая запись: «Этот примерный кадет достиг уровня, который поможет ему далеко пойти: он не боится рисковать».
С такой рекомендацией Герману Герингу не составило труда поступить в 1910 году в Прусскую военную академию в Лихтерфельде под Берлином, где готовили будущих офицеров. В марте 1911 года, в возрасте восемнадцати лет, он окончил академию, став одним из первых по успеваемости, сдал экзамен с отличием, удостоился поздравления самого императора и получил звание фендрик (Fähnrich).
Перед тем как получить боевое назначение, молодой Геринг отпросился в отпуск, чтобы вернуться домой. Семья встретила его как героя, а крестный отец прислал поздравительное письмо и кошелёк с 2000 золотых марок. В письме Эпенштейн приглашает Геринга приехать в Маутерндорф. После ссоры его родителей с Эпенштейном, весной 1913 года, семья Герингов покинула Фельденштайн и переехала в Мюнхен. Зимой 1913 года скончался отец Геринга. Спустя несколько недель Герман Геринг получил назначение в 112-й пехотный полк принца Вильгельма Баденского, который находился на гарнизоне в Мюльхаузен. Он был назначен командиром гарнизонного взвода в составе 4-й роты. В январе 1914 года произведён в лейтенанты.

### Ас Первой мировой войны

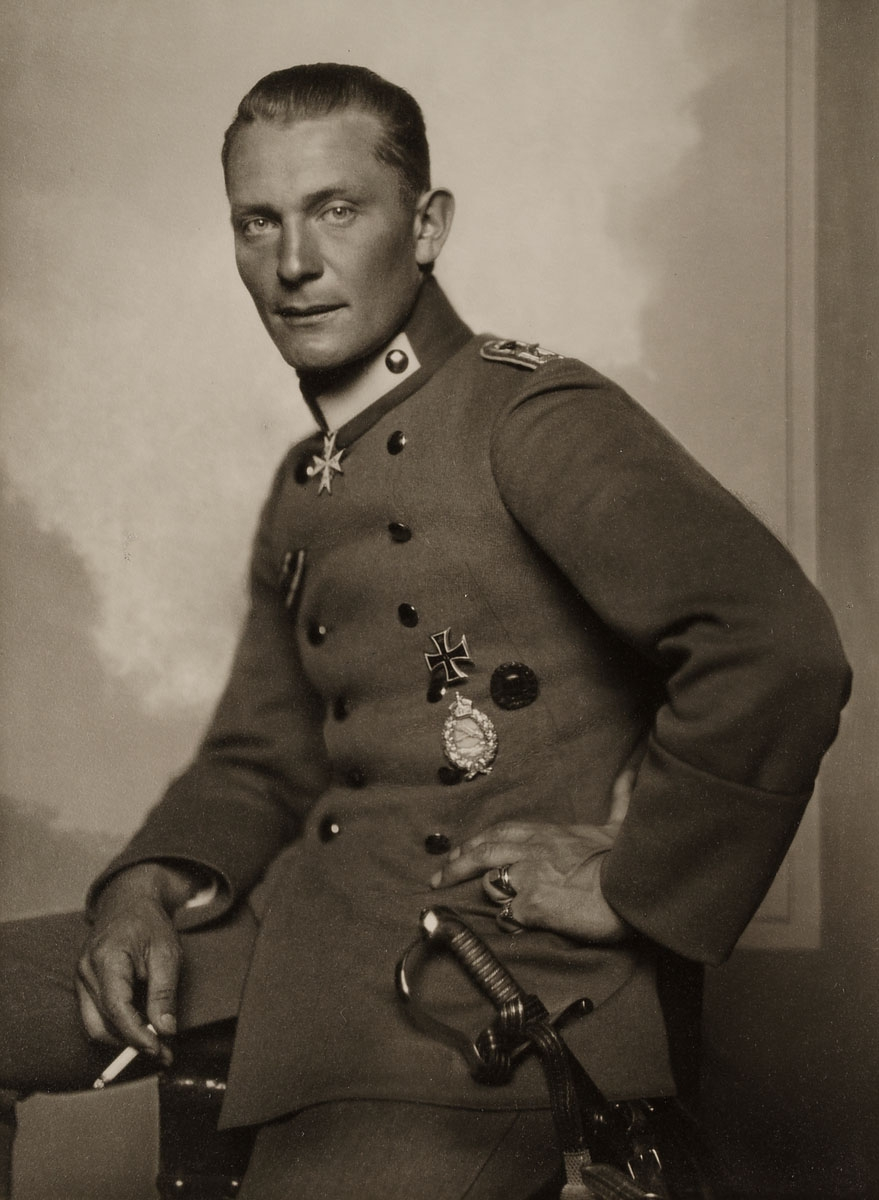
Геринг во время службы в имперских ВВС Германии, 1917

В начале Первой мировой войны участвовал в боях на Западном фронте в должности адъютанта пехотного батальона. В октябре 1914 года добился перевода в 25-й авиационный отряд. Сначала летал в качестве наблюдателя, затем — пилота разведывательной и бомбардировочной авиации. С осени 1915 года — лётчик-истребитель. Проявил себя бесстрашным авиатором, часто пренебрегал смертельной опасностью. 14 марта 1916 года сбил свой первый бомбардировщик. С мая 1917 года — командир 27-й эскадрильи, в августе 1917 года получил звание обер-лейтенант, с 3 июля 1918 года — командир 1-й истребительной эскадры «Рихтгофен» — наиболее известного элитного авиасоединения германской армии.
За время боёв сбил 22 самолёта противника и был награждён Железным крестом 1-го и 2-го класса, орденом Pour le Mérite (2 июня 1918) и др. С июля 1919 года — в отпуске, в марте 1920 года демобилизован в чине капитана (приказ о присвоении звания 8 июня 1920 года). Выступал с показательными полётами в Дании и Швеции, где познакомился с женой шведского офицера Карин фон Канцов, на которой женился в 1923 году. В 1922 году вернулся в Германию и поступил в Мюнхенский университет.

### В нацистской партии. Руководитель СА
В ноябре 1922 года встретился с Гитлером и стал активно участвовать в нацистском движении, член НСДАП. В мае 1923 года Гитлер назначил его верховным руководителем СА. Один из создателей СА, руководил их превращением в мощную военизированную силу. В это же время у Геринга возникли натянутые отношения с другим руководителем СА — Эрнстом Рёмом. Геринг участвовал в «Пивном путче» 9 ноября 1923 года, во время которого шёл рядом с Гитлером.
Геринг получил тяжелое ранение, одна пуля угодила в верхнюю часть правого бедра а другая — в район паха, в рану попала грязь, вызвавшая заражение. Соратники по путчу дотащили раненого до двора дома по адресу Резиденцштрассе, 25. Владелец дома, еврей по национальности, Роберт Баллин (Robert Ballin) предоставил истекающему кровью Герингу убежище. Впоследствии, благодарный Геринг после происшедших 9—10 ноября 1938 года еврейских погромов (события т. н. «Хрустальной ночи», «Kristallnacht») освободил Баллина и его жену из концлагеря. 10 ноября 1923 был выдан ордер на арест Геринга. В тяжёлом состоянии жена нелегально вывезла его в Австрию для лечения. Жил в Австрии, Италии, Швеции; тогда же Геринг, чтобы избавиться от сильных болей, стал принимать морфий, который вызвал нарушение психической деятельности. У Геринга развилась зависимость от наркотика, излечили от которой его уже только после Второй мировой войны, когда он находился в плену у союзников. В результате попадания пули в район паха у Геринга был нарушен обмен веществ, и он стал набирать вес, ставший его отличительной чертой в карикатурах СССР и не только. Он был помещён в психиатрическую клинику, сначала в Лонгбро, затем в Конрадсберге. Когда начался суд над Гитлером, Геринг пытался вернуться в Германию, но Гитлер через своего адвоката запретил ему делать это, чтобы «сберечь себя для национал-социализма». Жена Геринга Карин добилась встречи с Гитлером в тюрьме; на встрече Гитлер вновь подтвердил, что Геринг является его ближайшим соратником.

### Во главе рейхстага и полиции

Геринг на митинге, 1927

В 1927 году, после амнистии, участники путча вернулись в Германию, и Геринг был назначен личным представителем Гитлера в Берлине. 20
мая 1928 года он был избран депутатом Рейхстага и стал одним из 12 депутатов-нацистов. Являясь экспертом НСДАП по техническим вопросам, Геринг установил близкие связи со многими руководителями крупной, в том числе военной, промышленности Германии. После июльских выборов 1932 года, когда НСДАП, получив 230 мест в рейхстаге, стала крупнейшей партией Германии, 30 августа Геринг избран председателем рейхстага (и оставался им до 1945 года, хотя после принятия 23 марта 1933 года закона «О ликвидации бедственного положения народа и государства» (Gesetz zur Erhebung der Not im Volke und Reich), предоставлявшего кабинету министров право издавать имперские законы, роль рейхстага стала чисто декоративной, а с 1942 года он вообще перестал собираться). На этом посту Геринг добился гегемонии НСДАП в рейхстаге и принятия вотума недоверия правительству Франца фон Папена. 30 января 1933 года, после формирования правительства Гитлера, оставаясь председателем рейхстага, Геринг стал имперским министром без портфеля, осуществлявшим контроль за авиацией и министров внутренних дел Пруссии. 2 февраля 1933 года лично возглавил полицию Пруссии и начал проведение в ней чистки (из прусской полиции было уволено 1457 человек), назначив на все руководящие посты приверженцев НСДАП. После того как прусский ландтаг признал действия Геринга незаконными, он был 7 февраля распущен «в интересах защиты народа». Одновременно были запрещены собрания, «способные нарушить общественный порядок».
20 февраля 1933 года организовал в своей резиденции секретную встречу Гитлера с промышленниками, благодаря которой нацисты получили более 2 млн рейхсмарок на предвыборную агитацию.
17 февраля своим «указом о стрельбе» Геринг разрешил полиции широко применять оружие для установления общественного порядка, а 22 февраля мобилизовал во вспомогательные силы полиции около 30 тысяч штурмовиков, придав им, таким образом, официальный статус. 24 февраля подведомственные Герингу полицейские силы совершили налёт на штаб-квартиру КПГ в Берлине — «Дом Карла Либкнехта» (хотя руководство КПГ покинуло её ещё раньше, перейдя частично на нелегальное положение). Политическими противниками обвинялся в тайной организации поджога Рейхстага 27 февраля 1933 года. На экстренном заседании Рейхстага Геринг заявил, что эта акция стала ответом коммунистов на проведённую 22 февраля конфискацию документов Компартии.
С 11 апреля 1933 года — министр-президент Пруссии. 30 января 1935 года Гитлер поручил Герингу исполнять его обязанности рейхсштатгальтера Пруссии.
25 апреля 1933 года создал Государственную тайную полицию (Гестапо) и стал её начальником (заместитель — Рудольф Дильс). Один из инициаторов уничтожения высшего руководства СА во время «Ночи длинных ножей» 30 июня 1934 года.

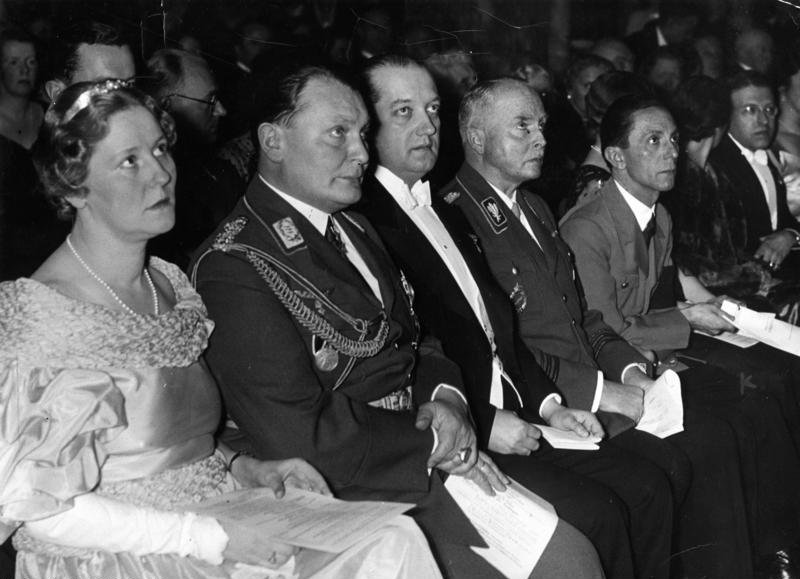
Эмми Зоннеманн, Герман Геринг, Йозеф Липски, Карл Эдуард, герцог Саксен-Кобург-Готский и Йозеф Геббельс на открытии Немецко-польского института. Февраль 1935

31 августа 1933 года прямо из капитанов Геринг был произведён в генералы пехоты.
Интересно, что одной из задач советского дипломата работавшего в Германии в 1935—1937 годах Давида Канделаки было «проверить слухи, что Гитлера может сменить Геринг» (историк Лев Безыменский).
В 1934 году все администрации лесничеств Германии, ранее находившихся под управлением земель, были объединены в единую службу лесничеств Reichsforstamt и поставлены под контроль Германа Геринга, назначенного 3 июля 1934 года на специально для него учреждённую должность «имперского лесничего Германии» (рейхс-форстмейстера, нем. Reichsforstmeister). Помимо этого Геринг стал также «Имперским егерем Германии» (рейхс-егермайстером, нем. Reichsjägermeister), а позднее также — «Высшим уполномоченным по охране природы» («Oberster Beauftragte für den Naturschutz»). На всех этих постах Геринг осуществлял контроль за всем лесным и охотничьим хозяйством Германии.

### Создание люфтваффе. Подготовка к войне
27 апреля 1933 года Геринг стал во главе созданного Имперского министерства авиации, начав тайное возрождение ВВС, которые Германии было запрещено иметь по условиям Версальского мира. Однако, имевший большое число партийных обязанностей Геринг переложил организацию люфтваффе на статс-секретаря Эрхарда Мильха и начальника Командного управления генерала Вальтера Вефера.
9 марта 1935 года Гитлер официально признал существование в Германии военно-воздушных сил, и Геринг в этот же день был назначен их главнокомандующим (1 марта 1935 года получил звание генерала авиации). Привлёк к руководству люфтваффе асов Первой мировой войны, своих друзей по фронту. 18 октября 1936 года Геринг был назначен уполномоченным по 4-летнему плану, и в его руках было сосредоточено все руководство экономическими мероприятиями по подготовке Германии к войне — в ущерб Имперским министерствам экономики и финансов. В июле 1937 года был создан огромный государственный концерн «Герман Геринг Верке» («Reichswerke AG für Erzbergbau und Eisenhütten Hermann Göring»), в ведение которого перешли многочисленные конфискованные у евреев заводы, а позже — заводы на оккупированных территориях. Сыграл решающую роль в организации кризиса Бломберга—Фрича. 4 февраля 1938 года произведён в звание генерал-фельдмаршала авиации (нем. General-Feldmarschall der Flieger) введённое персонально для него. Во время аншлюса Австрии Геринг по телефону осуществлял руководство и координацию действий австрийских нацистов, сыграв одну из главных ролей в присоединении этой страны к Германии. 4 сентября 1938 года в соответствии с Законом об обороне назначен постоянным заместителем Гитлера в Совете министров по обороне рейха.

### Вторая мировая война

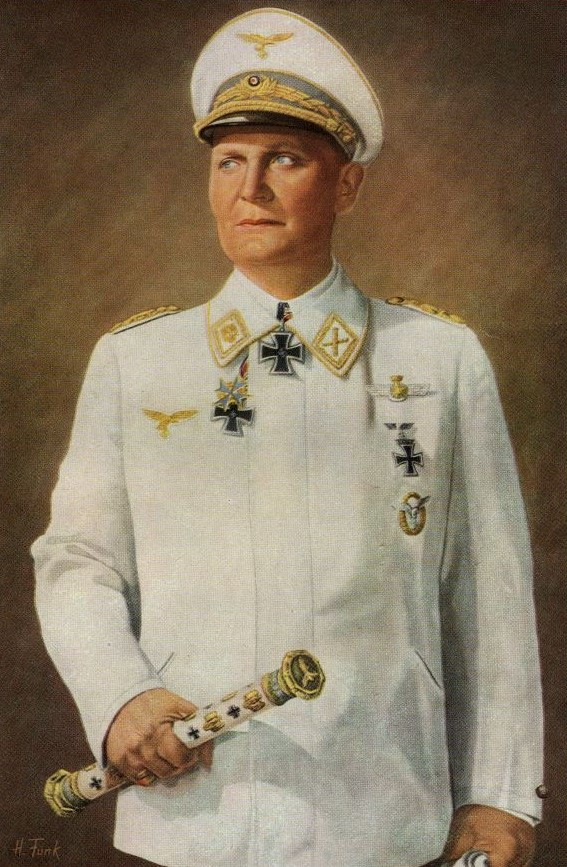
Рейхсмаршал люфтваффе Герман Геринг

После успешного завершения Польской кампании, где его люфтваффе сыграло очень важную роль, 30 сентября 1939 года награждён Рыцарским орденом Железного креста. После разгрома Франции 19 июля 1940 года Геринг был награждён Большим крестом Железного креста (он был единственным, кто имел такую награду в Третьем рейхе), и персонально для него было введено звание Рейхсмаршала (Рейхсмаршал Великогерманского рейха, нем. Reichsmarschall des Grossdeutschen Reiches). Законом 29 июня 1941 Геринг официально назначен наследником Гитлера на случай его смерти или в том случае, если он по какой-либо причине окажется не в состоянии выполнять свои обязанности «даже на короткий срок». 30 июля 1941 года Геринг подписал представленный ему Рейнхардом Гейдрихом документ об «окончательном решении» еврейского вопроса, по которому предполагалось уничтожение почти 20 млн человек. Постепенно в ходе военных действий люфтваффе утратили своё превосходство в воздухе, и влияние Геринга в высших эшелонах власти стало падать. В это время Геринг стал все больше внимания уделять своей личной жизни. Он отстроил роскошный дворец Каринхалле в Шорфхайде, собрал в результате ограбления музеев оккупированных стран огромную коллекцию произведений искусства. В 1942 году, после назначения на пост имперского министра вооружений и боеприпасов Альберта Шпеера, влияние Геринга на военную экономику, как уполномоченного по 4-летнему плану, также начало постепенно сходить на нет.
Несмотря на кажущуюся отрешённость, Геринг отлично понимал, что происходит. В конце 1942 года, в ставке Гитлера он сказал Шпееру: «Мы ещё будем радоваться, если после этой войны Германия сохранит границы до 1933 года».
В конце 1942 года Геринг клятвенно заверил Гитлера, что обеспечит бесперебойное снабжение окружённой под Сталинградом 6-й армии генерала Паулюса всем необходимым, что было заведомо невозможно (в январе 1943 года Паулюс капитулировал). После этого Геринг окончательно утратил доверие Гитлера, чему, кроме того, способствовала сложная интрига, затеянная Мартином Борманом против Геринга.

### Разрыв с Гитлером

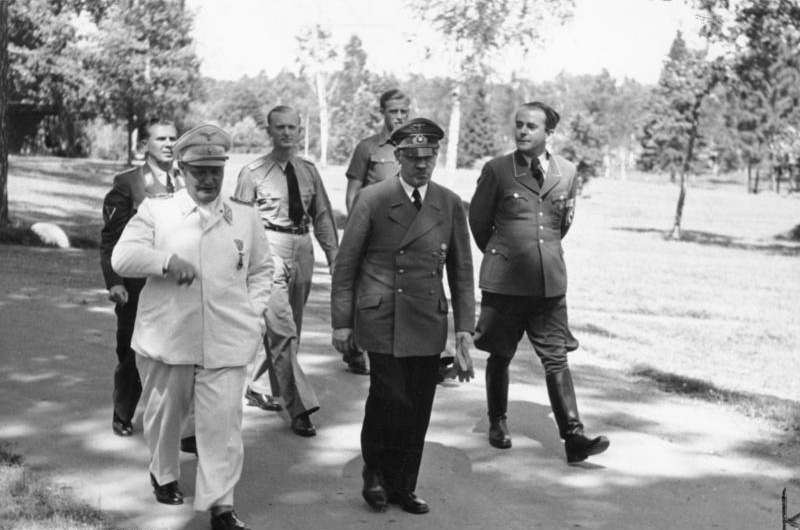
Герман Геринг и Адольф Гитлер в 1943

Гитлер публично объявил Геринга виновным в том, что он не смог организовать противовоздушную оборону страны. 23 апреля 1945 года, исходя из Закона 29 июня 1941 года, Геринг, после совещания с Гансом Ламмерсом, Филиппом Боулером и другими, обратился к Гитлеру по радио[уточнить], прося его согласия на принятие им — Герингом — на себя функций руководителя правительства. Геринг объявил, что если он не получит ответ к 22 часам, то будет считать это согласием. В тот же день Геринг получил приказ Гитлера, запрещавший ему брать на себя инициативу, одновременно по приказу Мартина Бормана Геринг был арестован отрядом СС по обвинению в государственной измене. Через два дня Геринг был заменён на посту главнокомандующего люфтваффе генерал-фельдмаршалом Робертом Риттером фон Греймом, лишён званий и наград. В своём Политическом завещании Гитлер 29 апреля исключил Геринга из НСДАП и официально назвал своим преемником вместо него гросс-адмирала Карла Дёница. 29 апреля Геринг переведён в замок близ Берхтесгадена. 5 мая отряд СС передал его охрану подразделениям люфтваффе, и Геринг был немедленно освобождён. 8 мая Геринг был арестован американскими войсками в Берхтесгадене.

### Нюрнбергский процесс и самоубийство

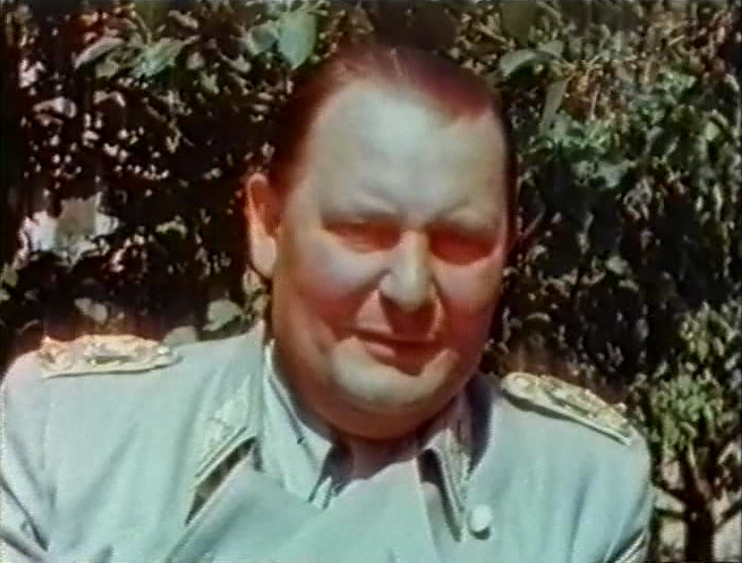
Герман Геринг в 1945

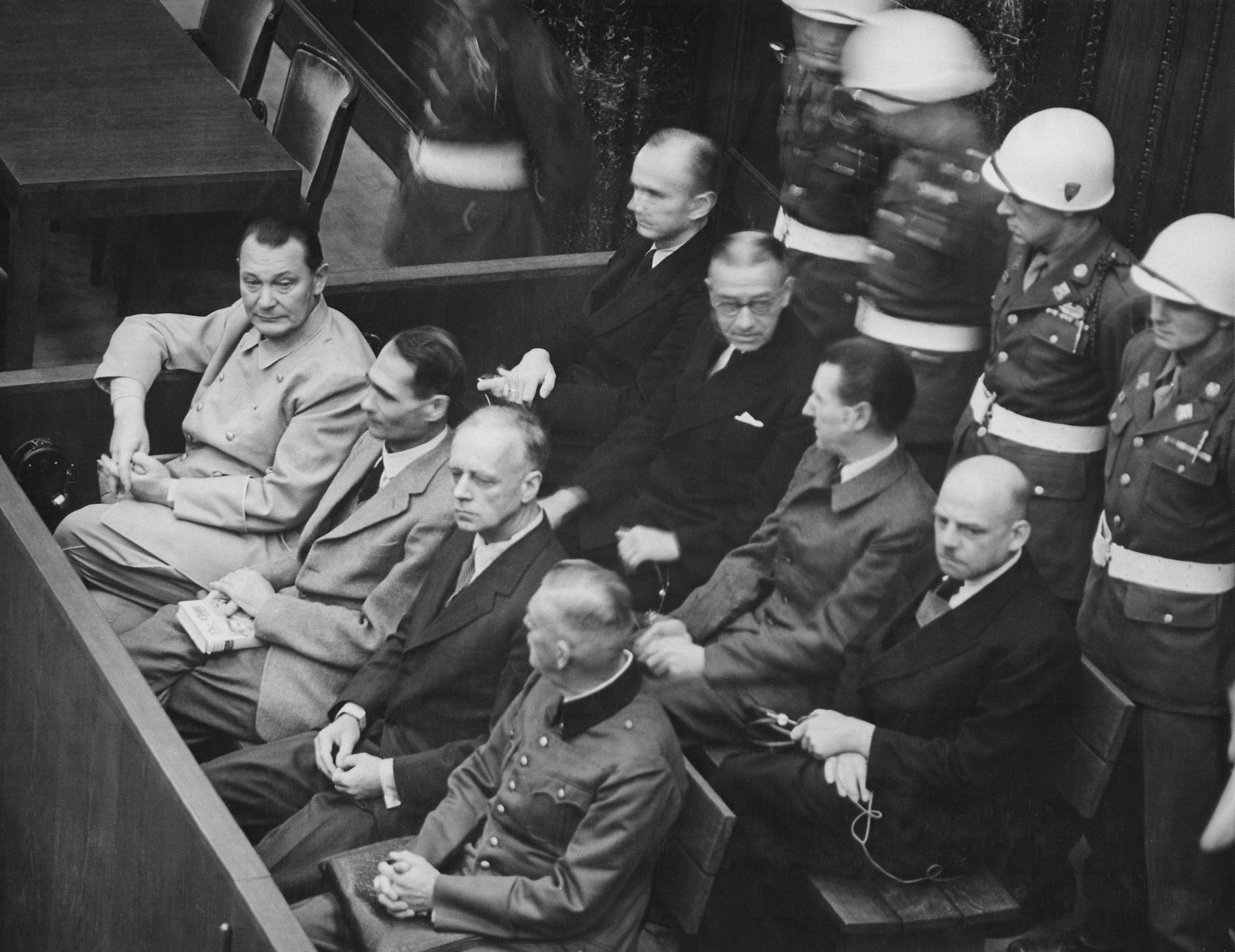
На Нюрнбергском процессе: Герман Геринг, Рудольф Гесс, Иоахим фон Риббентроп и Вальгельм Кейтель.

Добровольно вместе с семьёй сдался в плен армии США. В качестве главного военного преступника привлечён к суду Международного военного трибунала в Нюрнберге, где являлся самым важным подсудимым. Приговорён к смертной казни через повешение. В своём последнем слове (31 августа 1946 года) решения трибунала не признал: «Победитель всегда является судьёй, а побеждённый — осуждённым. Я не признаю решения этого судилища… Я рад, что меня приговорили к казни… ибо тех, кто сидит в тюрьме, никогда не производят в мученики». Контрольная комиссия трибунала отклонила его прошение о замене смертной казни через повешение расстрелом. За 2 часа до исполнения приговора совершил самоубийство в своей камере.
Казнь была назначена на 2 часа ночи 16 октября, дату держали в строжайшем секрете и от приговорённых, и от прессы. 15 октября в 21 час 30 минут лечащий врач Геринга доктор Пфлюкер, в сопровождении лейтенанта охраны Маклиндена, вошёл в камеру Геринга. Как большинство охранников тюрьмы, Маклинден не говорил по-немецки и не мог понять, что доктор говорил Герингу. Лейтенант проследил, как доктор передал Герингу пилюлю (снотворное), которую он принял в их присутствии. Пфлюкер и Маклинден были последними посетителями камеры № 5, которые видели её узника живым.
На армейском расследовании последний, кто охранял Геринга — рядовой Джонсон — свидетельствовал: «Было ровно 22 час. 44 мин., так как я посмотрел в этот момент на часы. Примерно через 2-3 минуты он (Геринг) как будто оцепенел и с его губ сорвался сдавленный вздох».
На момент прибытия дежурного офицера и тюремного доктора Геринг был уже мёртв. Во рту были обнаружены осколки стекла. Военные медики определили отравление цианистым калием.
Все нацистские лидеры и министры в последние дни войны имели при себе стандартные стеклянные ампулы с цианистым калием, которые Гитлер раздал даже своим секретарям и стенографистам.
Комендант тюремного блока полковник Эндрюс был настроен категорично — ни в коем случае не допустить, чтобы кто-нибудь из пленённых военных преступников, которых он охранял, ушёл из жизни до суда. Предупредительные меры были особо ужесточены после самоубийства Роберта Лея. Но Геринг был так уверен, что его яд не найдут, что за 4 дня до своей предполагаемой смерти написал письмо полковнику Эндрюсу с разъяснениями. Это было одно из трёх писем, вложенных в один конверт, который нашли у него в постели после смерти. Первое письмо содержало длинное обращение к германскому народу с оправданием его действий и отрицанием обвинений союзников. Второе было коротким и являлось нежным прощанием с женой и дочкой.
Обращение Геринга к немецкому народу американцы забрали себе и с тех пор так и не предоставили его для публикации. Прощальное письмо передали жене Эмме. Третье письмо было таким:

Нюрнберг, 11 октября 1946 г.
КОМЕНДАНТУ
Я всегда имел при себе капсулу с ядом с того самого момента, когда меня взяли под арест. Когда меня привезли в Мондорф, я имел три капсулы. Первую я оставил в одежде, так, чтобы её нашли при обыске. Вторую я клал под вешалкой, когда раздевался, и забирал, одеваясь. Я делал это и в Мондорфе, и здесь, в камере, так удачно, что, несмотря на частые и тщательные обыски, её не нашли. Во время заседаний суда я прятал её в своих сапогах. Третья капсула всё ещё находится в моём чемоданчике, спрятанная в круглой баночке с кремом для кожи. … Нельзя винить тех, кто меня обыскивал, так как найти капсулу было практически невозможно. Так уж получилось.

Герман Геринг
P. S. Доктор Гилберт (прим: тюремный психолог) сообщил мне, что контрольная коллегия отказала в замене способа казни на расстрел 

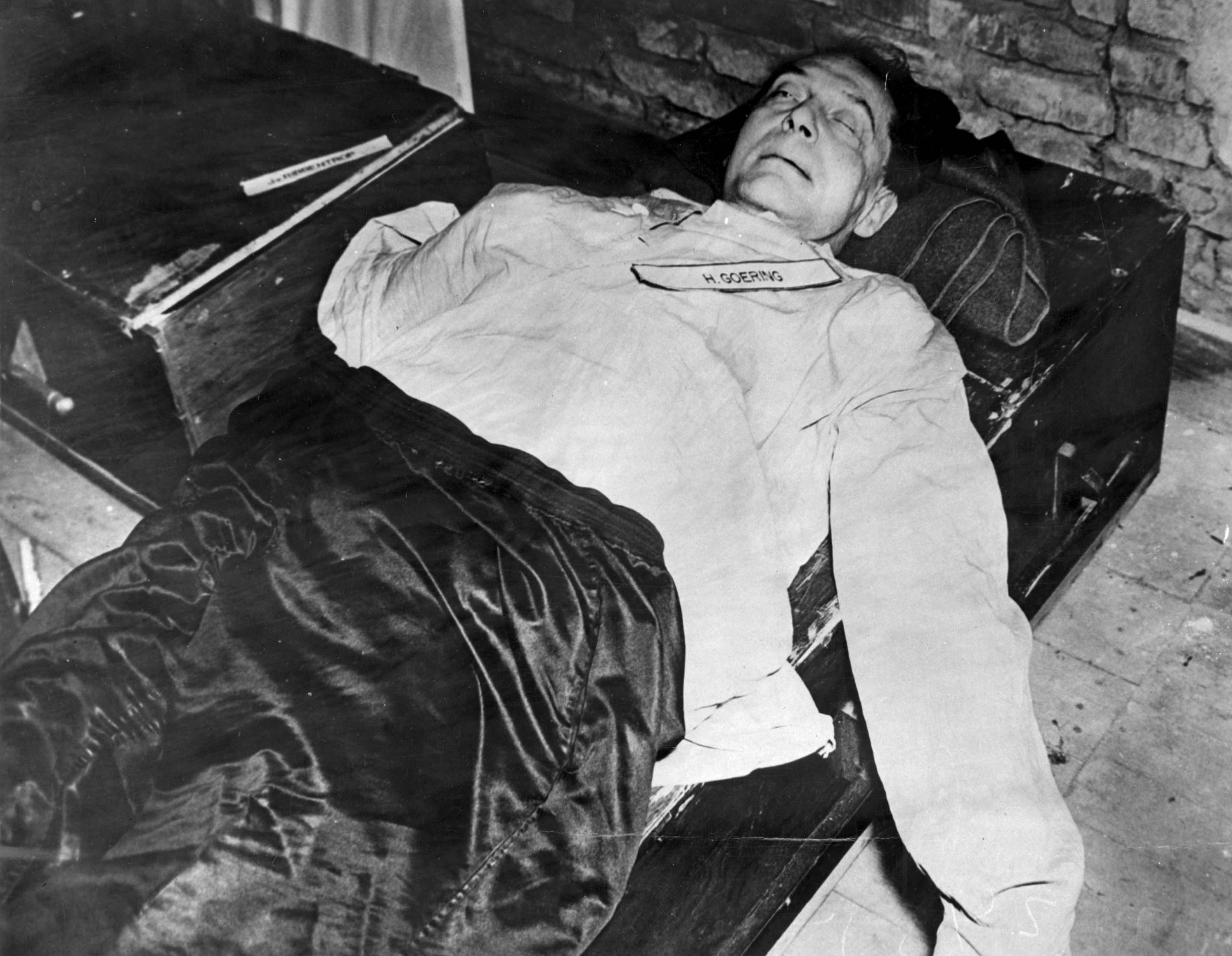
Труп Геринга после самоубийства,
16 октября 1946

Несмотря на беспрецедентные меры коменданта тюремного блока полковника Эндрюса, надзор за заключёнными нацистами в нюрнбергской тюрьме не был таким абсолютным, как ему казалось. Альберт Шпеер через много лет заявил: «У меня был тюбик зубной пасты с ядом внутри всё время, пока я находился в Нюрнберге. А потом я взял его с собой в тюрьму Шпандау. Никому и в голову не пришло заглянуть в него».
Версия Геринга у большинства современных исследователей вызывает большие сомнения, так как они считают, что 11 месяцев обманывать тюремщиков Геринг не мог. Помощник Главного обвинителя от СССР М. Ю. Рагинский в своих воспоминаниях писал: «Некоторое время спустя австрийский журналист Блейбтрей выступил с сенсационным сообщением о том, что будто бы он ухитрился до начала заседания пройти в зал и прикрепить к скамье подсудимых при помощи жевательной резинки ампулу с ядом, которым Геринг потом отравился. Журналист на этой сенсации немало заработал, но то была примитивная ложь: зайти в зал до начала судебного заседания, тем более лицу, не принадлежавшему к составу трибунала или к аппарату Главных обвинителей, имевших специальные пропуска, было абсолютно невозможно». О следующей появившейся версии по передаче яда тот же автор далее пишет: «Обергрупенфюрер СС Бах-Зелевски, выпущенный из тюрьмы, попытался отнять „лавры“ у журналиста. Встретившись с Герингом в тюремном коридоре, он якобы сумел передать кусочек туалетного мыла, где была запрятана ампула цианистого калия. Однако Бах-Зелевски тоже сказал неправду. И не без определённого умысла. На Нюрнбергском процессе обергруппенфюрер СС дал очень важные показания…… Подсудимые объявили его предателем, вот и придумал Бах-Зелевски легенду, чтобы задним числом в какой-то мере реабилитировать себя в глазах гитлеровских последователей».
Откуда Геринг взял яд, стало известно лишь в феврале 2005 года. 78-летний Герберт Ли Стиверс из Калифорнии, служивший в Нюрнбергской тюрьме в 1946 году, признался в интервью газете Los Angeles Times, что именно он передал Герингу ампулу с ядом по просьбе знакомой немецкой девушки, полагая, что это лекарство.
В обстановке секретности тело Геринга было кремировано в Мюнхене вместе с остальными приговорёнными по решению трибунала. В 2006 году англичанами был поставлен фильм «Нюрнберг: Последнее противостояние Геринга» (Nuremberg: Goering’s Last Stand).

## Воинские звания
| генерал пехоты                                                      | генерал земельной полиции     | генерал авиации                              | генерал-полковник авиации                        |
| ------------------------------------------------------------------- | ----------------------------- | -------------------------------------------- | ------------------------------------------------ |
|                                                                     |                               |                                              |                                                  |
| 30 августа 1933 (со старшинством с 1 октября 1931, почётное звание) | 14 сентября 1933              | 21 мая 1935 (со старшинством с 1 марта 1935) | 20 апреля 1936 (со старшинством с 1 апреля 1936) |
| генерал-фельдмаршал авиации                                         | рейхсмаршал Германского рейха |                                              |                                                  |
|                                                                     |                               |                                              |                                                  |
| 4 февраля 1938                                                      | 19 июля 1940                  |                                              |                                                  |

- группенфюрер СА (18 декабря 1931)
- обергруппенфюрер СА и СС (1 января 1933)
- рейхсляйтер НСДАП (2 июня 1933)

## Награды
- Железный крест (1914) 2-го класса (15 сентября 1914) (Королевство Пруссия)
- Железный крест (1914) 1-го класса (22 марта 1915)
- Королевский орден Дома Гогенцоллернов рыцарский крест с мечами (20 октября 1917) (Королевство Пруссия)
- Орден Военных заслуг Карла Фридриха рыцарский крест (Великое герцогство Баден)
- Орден «Pour le Mérite» (2 июня 1918) (Королевство Пруссия)
- Орден Церингенского льва рыцарский крест 2-го класса с мечами (Великое герцогство Баден)
- Знак военного лётчика (Королевство Пруссия)
- Нагрудный знак «За ранение» (1918) чёрный (Германская империя)
- Медаль «В память о 9 ноября 1923 года» (1934)
- Почётный крест Первой мировой войны 1914/1918 (1934)
- Данцигский крест 2-го и 1-го класса (1939)
- Пряжка к Железному кресту (1939) 2-го класса и 1-го класса (обе награды 30 сентября 1939)
- Рыцарский крест Железного креста (30 сентября 1939)
- Большой крест Железного креста (19 августа 1940)
- Золотой партийный знак НСДАП
- Орден Святых Маврикия и Лазаря большой крест (1938) (Королевство Италия)
- Имперский орден Ярма и Стрел большой крест (1939) (Испанское государство)
- Орден Меча большой командорский крест (1939) (Королевство Швеция)
- Орден Звезды Карагеоргия большой крест (1939) (Королевство Югославия)
- Орден Михая Храброго 1-го, 2-го, 3-го классов (1941) (Королевство Румыния)
- Орден Восходящего солнца 1-й степени (1943) (Японская империя)
- Орден Короны Италии большой крест (1940) (Королевство Италия)
- Высший орден Святого Благовещения (1940) (Королевство Италия)
- Орден Белой розы Финляндии командорский крест (Финляндия)
- Орден «Святые Равноапостольные Кирилл и Мефодий» большой крест (Царство Болгария)
- Королевский венгерский орден Святого Стефана большой крест (Королевство Венгрия)

## Образ Германа Геринга в кино
- «Великий диктатор» (1940, США), режиссёр Чарльз Чаплин, в роли маршала Херринга (явная аллюзия на Германа Геринга) — Билли Гилберт
- «Сталинградская битва» (1949, [СССР), режиссёр Владимир Петров, в роли Германа Геринга — Михаил Гаркави
- «Падение Берлина» (1949, СССР), режиссёр Михаил Чиаурели, в роли Геринга — Ян Верих
- «Эрнст Тельман — вождь своего класса» (1955, ГДР), режиссёр Курт Метциг, в роли Геринга — Курт Вётцель
- «Освобождение» (киноэпопея из пяти фильмов, 1967—1971, СССР), в роли Геринга — Курт Вётцель
- «Швейк во Второй мировой войне» (телеспектакль, 1969, СССР), режиссёры Марк Захаров, Алина Казьмина, в роли Геринга — Олег Солюс
- «Семнадцать мгновений весны» (телефильм, 1973, СССР), режиссёр Татьяна Лиознова, в роли Геринга — Вильгельм Бурмайер (ГДР)
- «Остров фантазий» (сериал, 1979, США), в роли Геринга — Джин Шерер
- «Лесной царь» (известен также под названием «Огр») / «Der Unhold» (1996, Германия), режиссёр Фолькер Шлёндорф, в роли Геринга — Фолькер Шпенглер
- «Нюрнберг» / «Nuremberg» (мини-сериал, 2000, Канада, США), режиссёр Ив Симоно, в роли Геринга — Брайан Кокс.
- «Гитлер: Восхождение дьявола» / «Hitler: The Rise of Evil» (2003, Канада, США), режиссёр Кристиан Дюгей, в роли Геринга — Крис Ларкин.
- «Бункер» (2004, Германия), режиссёр Оливер Хиршбигель, в роли Геринга — Матиас Гнедингер.
- «Контригра» (2011, Россия), режиссёр Елена Николаева, в роли Геринга — Виктор Сарайкин.
- «Дорогой друг Гитлер» (Индия, 2011). В роли Геринга Сунил Датт (Sunil Dutt).
- «Опасная пятёрка» (сериал, 2011—2015, Австралия), режиссёр Дарио Руссо, в роли Геринга — Эдди Моррисон
- «Начальник разведки» (Россия, 2022), режиссёр Кирилл Белевич, в роли Геринга — Алексей Нестеров.
- «Нюрнберг» (Россия, 2023), режиссёр Николай Лебедев, в роли Геринга — Карстен Нёргор.
- «Банда ЗИГ ЗАГ» (Россия, 2023), в роли Геринга — Алексей Нестеров.
- «Фюрер и растлитель[нем.]» (Германия, 2024), режиссёр Йоахим Ланг, в роли Геринга — Оливер Фляйшер[нем.]
- Нюрнберг (США, 2025) — режиссёр Джеймс Вандербильт, в роли Геринга — Рассел Кроу.